# Championnat de Belgique féminin de handball de troisième division
Le championnat de Belgique féminin de handball de troisième division représente le troisième niveau de la hiérarchie du handball féminin en Belgique.
Ce niveau est communautarisé et deux championnats sont organisés par les deux ailes linguistiques de l'Union royale belge de handball : la Ligue francophone de handball (LFH) et la Vlaamse Handbal Vereniging (VHV) (Association flamande de handball). La D1 LFH est donc, comme son nom l'indique, organisé par la LFH et représente le troisième niveau du handball belge pour les clubs affiliés à la LFH tandis que la Liga est organisé par la VHV et représente le troisième niveau du handball belge pour les clubs qui lui sont affiliés.
Les champions de chacune de ces deux compétitions assurent la montée en Division 2. Les divisions inférieures concernent alors le fonctionnement de ces deux ailes linguistiques. Ainsi, le quatrième niveau, pour les clubs de la VHV, renvoie aux Provinciales, la Regio AVB-Limburg pour les clubs se situant dans les provinces d'Anvers, du Brabant flamand et de Limbourg et la Regio Oost-West pour les clubs se situant en Province de Flandre-Orientale et Occidentale. Pour les clubs de la LFH, ce quatrième échelon n'existe pas. La D1 LFH constitue, en effet, le dernier échelon hiérarchique du handball féminin.

## Particularités
Bien qu'on pourrait penser que, de manière générale, la région linguistique où se situe le club coïncide avec son affiliation, ça n'est pas exactement le cas. Ainsi, il y a certaines particularités avec la LFH: 
- Le HC Kraainem est affilié à la LFH alors que Kraainem se situe dans le Brabant flamand et donc en Communauté flamande. Néanmoins, la commune de Kraainem, bien que flamande, fait part des communes à facilités de la périphérie bruxelloise ce qui fait que Kraainem est une commune flamande francophone ce qui a certainement motivé l'affilation à la LFH.
- Bien qu'il y ait trois langues officielles en Belgique, il n'y a que deux ailes linguistiques en handball, ce qui s'explique par le taille relativement petite par rapport aux deux autres communautés, de la Communauté germanophone de Belgique. Ainsi, bien que germanophones, le KTSV Eupen 1889, le HC Eynatten-Raeren et dans une moindre mesure, le HC Malmedy sont affiliés à la LFH.

## Organisation du championnat
La première place des deux ligues assurent une montée en Division 2 nationale. Par contre en ce qui concerne les divisions inférieures, l'organisation hiérarchique diffère en fonction des deux fédérations :
- en ce qui concerne la Liga, on trouve directement les séries provinciales appelées Regio avec deux championnats d'égales importance, la Regio AVB-Limburg pour les clubs se situant dans les provinces d'Anvers, du Brabant flamand et de Limbourg et la Regio Oost-West pour les clubs se situant en Province de Flandre-Orientale et Occidentale
- pour la D1 LFH, il a n'y pas de division inférieure.

### Palmarès
| Édition | Saison    | Champion     |
| ------- | --------- | ------------ |
|         | 1999/2000 | HC Malmedy   |
|         | 2010/2011 |              |
|         | 2011/2012 | HC Bressoux  |
|         | 2012/2013 | ROC Flémalle |